# Ferrari 555
Chronologie des modèles (1955-1956)
Ferrari 625 Ferrari D50
La Ferrari 555, également appelée Ferrari 555 Supersqualo (en français « super requin »), est une monoplace de Formule 1 conçue par l'ingénieur italien Aurelio Lampredi pour le compte de la Scuderia Ferrari qui l'a engagée en championnat du monde de Formule 1 en 1955 et en 1956.

## Histoire
À la fin de l'année 1954, la 553 F1 subit des modifications radicales afin d'améliorer ses performances décevantes. La 555 F1 devient la voiture phare de la Scuderia Ferrari pour 1955. Elle consiste en une évolution du châssis, qui intègre désormais la suspension arrière, et adopte une nouvelle suspension avant testée lors du Grand Prix d'Espagne 1954. Un nouveau radiateur, plus petit, est également adopté, améliorant l'aérodynamisme du nez, désormais plus effilé. Le moteur reste inchangé.
Le nom, contrairement à la tradition de la marque, fait référence à la cylindrée unitaire dans le premier chiffre suivi de l'année de production de la voiture.
La 555 F1 n'a pas connu le succès ; ses performances étaient si décevantes que dans certaines courses elle a été remplacée par l'ancienne 625 F1, plus compétitive et plus fiable. Dès 1956, elle est remplacée par la Lancia-Ferrari D50, plus compétitive.

## Résultats en championnat du monde de Formule 1
| Saison | Écurie           | Moteur         | Pneumatiques | Pilotes             | Courses | Courses | Courses | Courses | Courses | Courses | Courses | Courses | Points inscrits | Classement |
| Saison | Écurie           | Moteur         | Pneumatiques | Pilotes             | 1       | 2       | 3       | 4       | 5       | 6       | 7       | 8       | Points inscrits | Classement |
| 1955   | Scuderia Ferrari | Ferrari 555 L4 | Englebert    |                     | ARG     | MON     | 500     | BEL     | P-B     | GBR     | ITA     |         | -               | -          |
| 1955   | Scuderia Ferrari | Ferrari 555 L4 | Englebert    | Piero Taruffi       |         | 8e†     |         | Forf    |         |         |         |         | -               | -          |
| 1955   | Scuderia Ferrari | Ferrari 555 L4 | Englebert    | Harry Schell        |         | Abd.    |         |         |         |         |         |         | -               | -          |
| 1955   | Scuderia Ferrari | Ferrari 555 L4 | Englebert    | Paul Frère          |         | 8e†     |         | 4e      |         |         |         |         | -               | -          |
| 1955   | Scuderia Ferrari | Ferrari 555 L4 | Englebert    | Giuseppe Farina     |         |         |         | 3e      |         |         |         |         | -               | -          |
| 1955   | Scuderia Ferrari | Ferrari 555 L4 | Englebert    | Maurice Trintignant |         |         |         | 6e      | Abd.    |         | 8e      |         | -               | -          |
| 1955   | Scuderia Ferrari | Ferrari 555 L4 | Englebert    | Eugenio Castellotti |         |         |         |         | 5e      |         | 3e      |         | -               | -          |
| 1955   | Scuderia Ferrari | Ferrari 555 L4 | Englebert    | Mike Hawthorn       |         |         |         |         | 7e      |         | 10e     |         | -               | -          |
| 1955   | Scuderia Ferrari | Ferrari 555 L4 | Englebert    | Umberto Maglioli    |         |         |         |         |         |         | 6e      |         | -               | -          |
| 1956   | Scuderia Ferrari | Ferrari 555 L4 | Englebert    |                     | ARG     | MON     | 500     | BEL     | FRA     | GBR     | ALL     | ITA     | -               | -          |
| 1956   | Scuderia Ferrari | Ferrari 555 L4 | Englebert    | Peter Collins       | Abd.    |         |         |         |         |         |         |         | -               | -          |
| 1956   | Scuderia Ferrari | Ferrari 555 L4 | Englebert    | Olivier Gendebien   | 5e      |         |         |         |         |         |         |         | -               | -          |

Légende : ici 
- † Monoplace partagée avec un autre pilote de l'écurie.